# ぴ
ぴ、ピは、日本語の音節のひとつであり、仮名のひとつである。1モーラを形成する。ひ、ヒに半濁点をつけた文字となる。

## 概要

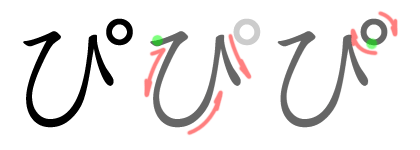
「ぴ」の筆順

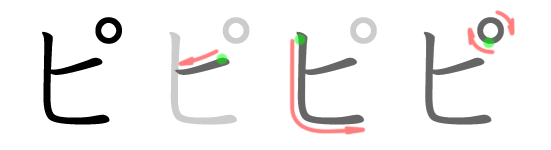
「ピ」の筆順

- 現代標準語の音韻: 1子音と1母音「い」から成る音。両唇を閉じてから開く破裂音 [p]。無声子音。
- 五十音順: 第70位。
  - ぴ: pa
  - ひ: ha
  - び: ba
- 点字:
- 通話表: 「゜飛行機のヒ」
- モールス信号: ・・－－・－－・・－
- 手旗信号：1→7　14(半濁点)

- 発音： ぴ[ヘルプ/ファイル]

## ぴ に関わる諸事項
- 「ピ」は、タッチパネルなどの電子製品を操作する場合の音の表現で使用される。
- 「ピー」は、アルファベットにおける「P」をしめす。
- 「ピー」は、エラー音として使用される。
- 「ピー」は、放送禁止用語などを表現する場合に使用される。
- 日本語において、促音＋「ヒ」で構成される熟語は、「ピ」に音が変わる。例、法被（ハッピ）、出費（シュッピ）、年月日（ネンガッピ）など。
- アイヌ語源の地名を除き、日本において「ピ」で始まる日本語はほぼ存在しない。北海道にある比布町（ぴっぷ）は、日本国内で唯一半濁音で始まる自治体である。